# Cajetan von Felder
Baron Cajetan von Felder (en alemán Cajetan Freiherr von Felder) (19 de septiembre de 1814 – †30 de noviembre de 1894) fue un austríaco jurista, político y entomólogo (especialista en lepidópteros ). Fue elegido para el primer consejo de distrito de Viena en 1848 y se desempeñó como alcalde de la ciudad desde 1868 hasta 1878.

## Biografía
Felder se conoce principalmente por su trabajo con Alois Friedrich Rogenhofer y su hijo Rudolf Felder, el libro Reise Fregatte Novara: Zoologischer Theil., Lepidoptera, Rhopalocera, en tres volúmenes (1865-1867). El SMS Novara era una fragata en la que hizo un viaje de exploración en el 1857-1859, con la ayuda de Rudolf von Cayetano Felder, amasó una gran colección entomológica que se deposita en el Museo de Naturhistorisches de Viena y el Museo de Historia Natural de Londres. Una colección de aproximadamente 1000 cartas y postales enviadas a Felder, entre alrededor de 1856 y 1891, están en poder del Museo de Historia Natural, enviados a Felder, de todo el mundo, por los principales entomólogos del siglo XIX, y tienen que ver principalmente con el intercambio y la compra de ejemplares de lepidópteros en particular.

## Abreviatura (zoología)
La abreviatura Felder  se emplea para indicar a Cajetan von Felder como autoridad en la descripción y taxonomía en zoología.